# مجلس الطاقة العالمي

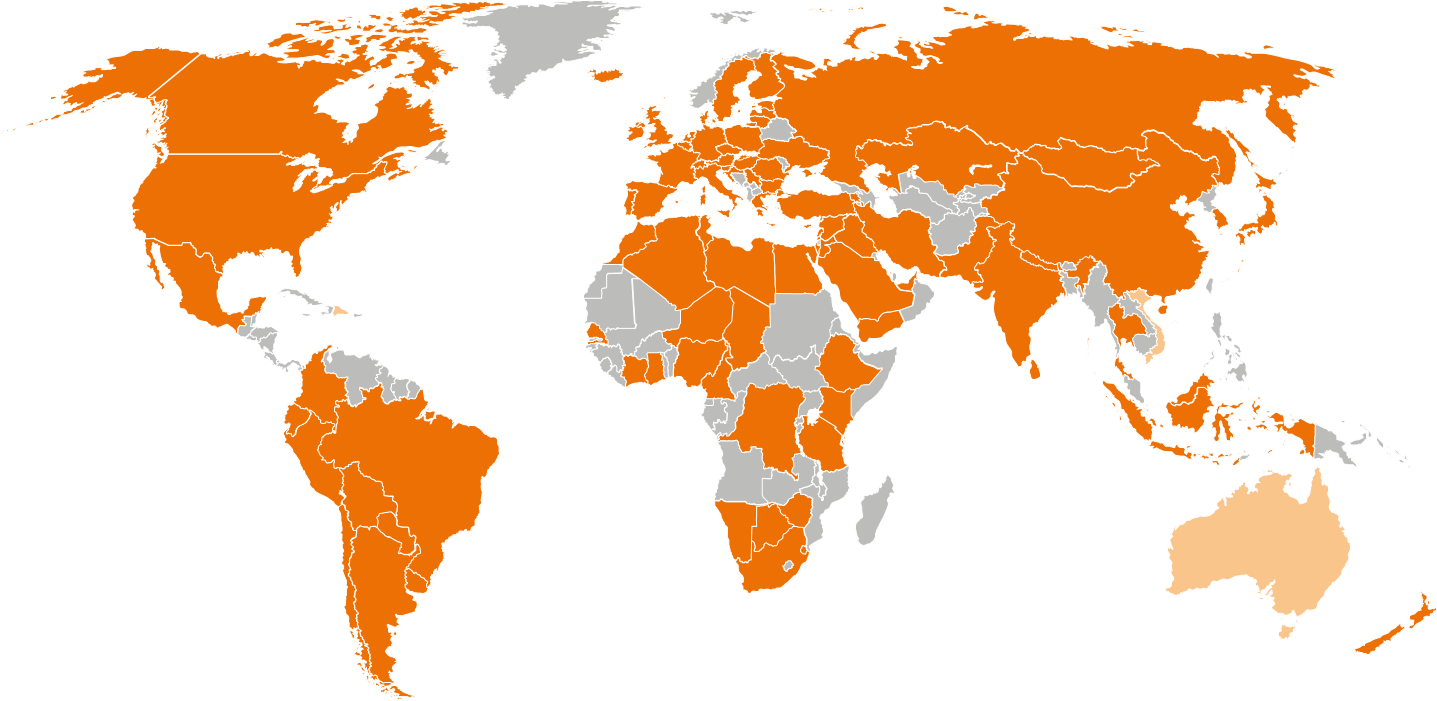
اعتبارًا من مايو 2017 ، يضم مجلس الطاقة العالمي 94 عضوًا بالإضافة إلى 3 أعضاء مباشرين في جمهورية الدومينيكان وفيتنام وأستراليا.

مجلس الطاقة العالمي هو مجلس لقادة الفكر والخبراء في مجال الطاقة، يقع مركزه في لندن بالمملكة المتحدة. يهدف المركز إلى تطوير الأساليب المستخدمة للوصول إلى الاستخدام الأمثل للطاقة لتقديم خدمة أفضل للمستهلكين.

## التكوين
بدأت فكرة إنشاء مجلس للطاقة منذ عشرينات القرن الماضي عن طريق دانييل نيكول دنلوب، عندما اقترح تجميع الخبراء من مختلف أنحاء العالم لا لمناقشة مشاكل الطاقة في عصره فقط بل مشاكل الطاقة المستقبلية. ففي عام 1923، قام بتنظيم اللجنة الوطنية الأولى، والتي قامت بالإشراف على تنظيم مؤتمر الطاقة العالمي الأول (WPC) لمناقشة مشاكل الطاقة في لندن في عام 1924، بحضور ما يقرب من 1700 خبير من أكثر من 40 دولة.
نجح المؤتمر الأول للطاقة نجاحا دفع المشاركون إلى إنشاء مؤسسة دائمة لخدمة هذا الهدف، ليتكون مؤتمر الطاقة العالمي في 11 يوليو عام 1924. تم اختيار دنلوب ليكون الأمين العام الأول للمؤتمر. في عام 1968، تم تغيير الاسم من مؤتمر الطاقة العالمي إلى المؤتمر العالمي للطاقة، وفي عام 1992، تم تغيير الاسم مرة أخرى ليكون مجلس الطاقة العالمي.
مجلس الطاقة العالمي هو مجلس محايد من القادة والخبراء لا يتبعون أي أغراض سياسية هدفهم الوحيد هو تعزيز نظم الطاقة التقليدية ودعم طرق توليد الطاقة المتجددة كالطاقة الشمسية بنوعيها الأنظمة الشمسية والطاقة الشمسية المركزة وطاقة الرياح والكهرومائية والوقود الحيوي وتوفير الطاقة بأسعار معقولة للمستهلكين.
في عام 1923، تم اعتماد المجلس من هيئة الأمم المتحدة كهيئة عالمية معتمدة للطاقة بكل أشكالها وصورها، فمع أكثر من 3000 منظمة حكومية أو خاصة أو منظمات أكاديمية داخلها من أكثر من 90 دولة. تهدف هذه المنظمات إلى تسهيل الحوارات السياسية للطاقة على المستوى الوطني والإقليمي.
يستضيف مجلس الطاقة العالمي المؤتمر العالمي للطاقة، والذي يعتبر المؤتمر الأكبر والأكثر نفوذا في العالم في مجال الطاقة، والمنظم كل ثلاث سنوات. يهتم المؤتمر بتوفير البيئة اللازمة لقادة وخبراء مجال الطاقة لدراسة ومواجهه التحديات التي تواجه المستثمرين والمستهلكين وفتح أسواق جديدة.
ينشر المجلس دراسات استقصائية سنوية لكل بلد موضحا فيها سياسة البلد المتبعه لتنمية مجال الطاقة، المشاكل التي تواجه كل قطاع من قطاعات الطاقة، نسبة مشاركة الطاقة المتجددة في الشبكة الكهربية بشكل عام وتفصيل لمساهمة الطاقة الشمسية والرياح والوقود الحيوي بشكل خاص.

## الأعضاء
اعتبارًا من مارس 2019 ، يضم مجلس الطاقة العالمي 87 لجنة عضو ودولتين لهما عضوية مباشرة.
 الجزائر
 الأرجنتين
 أرمينيا
 النمسا
 البحرين
 بلجيكا
 بوليفيا
 البوسنة
 بوتسوانا
 البرازيل
 بلغاريا
 الكاميرون
 كندا
 تشاد
 تشيلي
 الصين
 كولومبيا
 كوت ديفوار
 كرواتيا
 قبرص
 جمهورية الكونغو الديمقراطية
 جمهورية الدومنيكان
 إكوادور
 مصر
 إستونيا
 إي سواتيني
 إثيوبيا
 فنلندا
 فرنسا
 ألمانيا
 اليونان
 هونغ كونغ، الصين
 هنغاريا
 أيسلندا
 الهند
 إندونيسيا
 إيران
 أيرلندا
 إيطاليا
 اليابان
 الأردن
 كازاخستان
 كينيا
 كوريا
 لاتفيا
 لبنان
 ليبيا
 ليتوانيا
 ماليزيا
 مالطا
 المكسيك
 موناكو
 منغوليا
 المغرب
 ناميبيا
 نيبال
 هولندا
 نيوزيلندا
 النيجر
 نيجيريا
 باكستان
 بنما
 باراغواي
 بولندا
 البرتغال
 رومانيا
 الاتحاد الروسي
 المملكة العربية السعودية
 السنغال
 صربيا
 سنغافورة
 سلوفاكيا
 سلوفينيا
 جنوب أفريقيا
 إسبانيا
 سريلانكا
 السويد
 سويسرا
 سوريا
 تنزانيا
 تايلاند
 ترينيداد وتوباغو
 تونس
 تركيا
 أوكرانيا
 الإمارات العربية المتحدة
 الولايات المتحدة الأمريكية
 أوروجواي

## مؤتمرات مجلس الطاقة العالمي
1. لندن، 1924
2. برلين، 1930
3. واشنطن، 1936
4. لندن، 1950
5. فينا، 1956
6. ملبورن، 1962
7. موسكو، 1968
8. بوخارست، 1971
9. ديترويت، 1974
10. إسطنبول، 1977
11. ميونخ، 1980
12. نيودلهي، 1983
13. كان (فرنسا)، 1986
14. مونتريال، 1989
15. مدريد، 1992
16. توكيو، 1995
17. هيوستن، 1998
18. بوينس آيرس، 2001
19. سيدني، 2004
20. روما، 2007
21. مونتريال، 2010
22. دايغو، 2013
23. إسطانبول، 2016
24. أبوظبي، 2019

## الأمناء العامون
- 1924 – 1928: دانيال نيكول دنلوب
- 1928 – 1966: تشارلز غراي
- 1966 – 1986: إريك روتلي
- 1986 – 1998: إيان ليندسي
- 1998 – 2008: جيرالد دوسيت
- 2008 - 2009: كيران أوبراين
- 2009 - إلى اليوم: كريستوف فراي

## التقارير
في عام 2011، نُشر تقرير بالتعاون مع أوليفر وايمان بعنوان "سياسة الطاقة المستقبلية: تقييم سياسات الدول لمجالي الطاقة والمناخ"، قام فيه بترتيب البلاد حسب جهودها في حل المشكلتين واضعا كلا من سويسرا، السويد وفرنسا على رأس القائمة.